# Hesperotychus ramus
Hesperotychus ramus är en skalbaggsart som beskrevs av Park och Wagner 1962. Hesperotychus ramus ingår i släktet Hesperotychus och familjen kortvingar. Inga underarter finns listade i Catalogue of Life.